# Морской гидрофизический институт РАН
Морской гидрофизический институт — научный институт.

## История
Морской гидрофизический институт Академии наук СССР был создан в 1948 году в Москве на базе Черноморской гидрофизической станции Академии наук СССР и Морской гидрофизической лаборатории.
В августе 1961 года институт был передан в систему Академии наук УССР и в 1963 году перебазирован в Севастополь. Занимался исследованиями моря. Участвовал в создании космических аппаратов. Была построена Океанографическая платформа.
С 1991 по 2014 входил в состав Национальной академии наук Украины, после аннексии Крыма Российской Федерацией перешёл в ведение властей Севастополя. В 2015 году планировалось объединить институт с Институтом биологии Южных морей, но потом процесс решили приостановить, а оба института были переданы в состав Российской академии наук.
Изготавливает исследовательские буи, которые раньше закупали иностранные государства (США, Китай, Индия)